# Rio+20
A Conferência das Nações Unidas sobre Desenvolvimento Sustentável (CNUDS), conhecida também como Rio+20, foi uma conferência realizada entre os dias 13 e 22 de junho de 2012 na cidade do Rio de Janeiro, cujo objetivo era discutir sobre a renovação do compromisso político com o desenvolvimento sustentável.
A Rio+20 contou com a participação de chefes de Estado e de Governo de 188 nações (das quais, 185 dentre os 193 países-membro da ONU, além de representantes do Vaticano, da Palestina e da União Europeia) que reiteraram seus compromissos com a sustentabilidade do desenvolvimento, sobretudo, no que concerne ao modo como estão sendo usados os recursos naturais do planeta. A Rio+20 foi marcada pelo esforço de se promover a participação social na construção e na implementação dos compromissos pela sustentabilidade. De forma inédita às conferências da ONU, a Rio+20 concedeu espaço de palavra aos representantes dos nove grupos sociais distinguidos na Agenda 21 (os Major Groups)  para se manifestarem na Plenária de Alto Nível - na qual tradicionalmente somente se manifestam os Chefes de Estado e de Governo dos países-membro da ONU. A "plena participação da sociedade civil" está realçada no primeiro parágrafo do documento resultante da Rio+20 intitulado "O Futuro que Queremos". No entanto, tal participação social nos resultados da Rio+20 foi questionada por diversos grupos sociais, gerando críticas ao texto da Conferência.
O evento ocorreu em dez locais, tendo o Riocentro como principal local de debates e discussões; entre os outros locais, figuram o Aterro do Flamengo e o Museu de Arte Moderna do Rio de Janeiro (MAM RIO).

## Fundo
Em 1992, a primeira conferência desse tipo, a Conferência das Nações Unidas sobre Meio Ambiente e Desenvolvimento (CNUMAD), comumente chamada de Conferência do Rio ou Cúpula da Terra, conseguiu conscientizar o público sobre a necessidade de integrar meio ambiente e desenvolvimento. A conferência atraiu 109 chefes de Estado ao Rio de Janeiro, para abordar o que foram apelidados de problemas urgentes de proteção ambiental e desenvolvimento socioeconômico. A Cúpula da Terra influenciou conferências subsequentes da ONU, incluindo a Rio+20, e definiu a agenda verde global. “A Conferência Mundial sobre Direitos Humanos, por exemplo, centrou-se no direito das pessoas a um ambiente saudável e no direito ao desenvolvimento; exigências controversas que encontraram resistência por parte de alguns Estados-Membros até à Cúpula da Terra.”
Os principais resultados da conferência incluem a Convenção-Quadro das Nações Unidas sobre Mudanças Climáticas (CQNUMC) – um acordo sobre mudanças climáticas que levou ao Protocolo de Kyoto, à Agenda 21, à Convenção das Nações Unidas sobre Diversidade Biológica (CNUDB) e à Convenção das Nações Unidas para Combater a Desertificação (CNUCD). Criou também novas instituições internacionais, entre elas a Comissão para o Desenvolvimento Sustentável, encarregada do acompanhamento da Conferência do Rio e que conduziu à reforma do Fundo Mundial para o Ambiente.
Dez anos depois, Cúpula da Terra de 2002, informalmente apelidada de Rio+10, foi realizada em Joanesburgo, África do Sul, com o objetivo de reunir novamente líderes do governo, empresas e ONGs para concordar com uma série de medidas visando objetivos semelhantes. Na Rio+10, o desenvolvimento sustentável foi reconhecido como uma meta primordial para instituições nos níveis nacional, regional e internacional. Lá, foi destacada a necessidade de melhorar a integração do desenvolvimento sustentável nas atividades de todas as agências, programas e fundos relevantes das Nações Unidas. O debate também abrangeu o papel das instituições na intensificação dos esforços para colmatar a lacuna entre as instituições financeiras internacionais e os bancos multilaterais de desenvolvimento e o resto do sistema das Nações Unidas.

## Objetivos
A conferência tinha três objetivos: garantir um compromisso político renovado para o desenvolvimento sustentável, avaliar o progresso e as lacunas de implementação no cumprimento de compromissos anteriores e abordar desafios novos e emergentes.

## Temas da conferência
As discussões oficiais tiveram dois temas principais: como construir uma economia verde para alcançar o desenvolvimento sustentável e tirar as pessoas da pobreza, incluindo apoio aos países em desenvolvimento que lhes permitirá encontrar um caminho verde para o desenvolvimento; e como melhorar a coordenação internacional para o desenvolvimento sustentável por meio da construção de uma estrutura institucional.

## Processo preparatório formal da Rio+20
Nos meses que antecederam o início da conferência, os negociadores realizaram consultas informais frequentes na sede da ONU, na cidade de Nova Iorque, e nas duas semanas anteriores à data marcada para o início da conferência, conseguiram chegar a um consenso sobre a linguagem sensível do documento final então proposto para a cúpula.
De acordo com o historiador Felix Dodds, em seu livro de 2014, de sua coautoria, intitulado From Rio+20 to a New Development Agenda: Building a Bridge to a Sustainable Future, o processo preparatório formal da Conferência das Nações Unidas sobre Desenvolvimento Sustentável – Rio+20 pode ser dividido em três fases.
A primeira fase ocorreu de maio de 2010 a janeiro de 2012, quando começaram as discussões e negociações intergovernamentais preliminares e os preparativos em nível nacional, regional e local estavam sendo feitos. Esta fase culminou com a publicação, em Janeiro de 2012, do projecto de documento “O Futuro que Queremos”. A 1.ª Comissão Preparatória realizou-se de 16 a 18 de Maio de 2010, imediatamente após a conclusão da décima oitava sessão e da primeira reunião da décima nona sessão da Comissão para o Desenvolvimento Sustentável. A 1ª Intersessão – que não foi uma sessão de negociação – contou com painéis de discussão, de acadêmicos, organizações não governamentais, bem como delegados e representantes do sistema da ONU – foi realizada de 10 a 11 de janeiro de 2011 na Sede da ONU, Nova York. O 2.º Comité Preparatório realizou-se de 7 a 8 de Março de 2011, na Sede das Nações Unidas em Nova Iorque, imediatamente a seguir à Reunião Política Intergovernamental para a 19.ª Sessão da Comissão sobre o Desenvolvimento Sustentável. A 2ª Intersessão foi realizada de 15 a 16 de dezembro de 2011 na Sede das Nações Unidas em Nova York.
A segunda fase – de março de 2012 a abril de 2012 – começou com as primeiras negociações informais e terminou com a divulgação, em abril de 2012, do texto simplificado dos copresidentes de “O Futuro que Queremos”. A 3ª Intersessão foi realizada de 5 a 7 de março de 2012 na Sede das Nações Unidas em Nova York.
A terceira fase – de 9 de abril de 2012 a 15 de junho de 2012 – começou com a segunda rodada de negociações, que começou em 9 de abril de 2012 e terminou com o encerramento da Terceira Reunião do Comitê Preparatório em 15 de junho de 2012, quando os negociadores já estavam no Rio de Janeiro, Brasil. Os três dias de reuniões intensas com centenas de “chefes de Estado de todo o mundo” tiveram lugar no Rio de Janeiro após a conclusão da 3ª Reunião Preparatória.

## Conferência das Nações Unidas sobre Desenvolvimento Sustentável
De acordo com um artigo do Washington Post de 13 de junho de 2012, a "gigantesca conferência de 10 dias" em andamento no Rio de Janeiro, que terminaria em 22 de junho de 2012, "esperava-se que atraísse 50.000 participantes, incluindo delegados, ativistas ambientais, líderes empresariais e grupos indígenas". Nos últimos três dias da conferência, "esperava-se que cerca de 130 chefes de estado de todo o mundo estivessem presentes".
Anunciado como o maior evento da ONU já organizado – com 15.000 soldados e policiais protegendo cerca de 130 chefes de estado e de governo, de 192 países, e mais de 45.000 indivíduos reunidos no Rio de Janeiro – a megaconferência de 10 dias pretendia ser uma reunião internacional de alto nível organizada para redirecionar e renovar o compromisso político global com as três dimensões do desenvolvimento sustentável: crescimento econômico, melhoria social e proteção ambiental; com foco na redução da pobreza, promovendo ao mesmo tempo o crescimento de empregos, energia limpa e usos mais justos e sustentáveis dos recursos; metas estabelecidas pela primeira vez na Cúpula da Terra em 1992.
A Rio+20 procurou garantir a afirmação dos compromissos políticos assumidos nas anteriores Cúpulas da Terra e definir a agenda ambiental global para os próximos 20 anos, avaliando o progresso em direção aos objetivos definidos na Agenda 21 e as lacunas de implementação, e discutindo questões novas e emergentes. A ONU queria que o Rio apoiasse um “roteiro para a economia verde” da ONU, com objetivos, metas e prazos ambientais, enquanto os países em desenvolvimento preferiam estabelecer novos “objetivos de desenvolvimento sustentável” para proteger melhor o ambiente, garantir alimentos e energia aos mais pobres e aliviar a pobreza.
A Rio+20 atraiu muitos protestos e mais de 500 eventos paralelos, exposições, apresentações, feiras e anúncios, enquanto uma ampla gama de grupos diversos lutava para aproveitar a conferência para ganhar atenção internacional. O jornal online britânico The Guardian relatou que "o centro do Rio de Janeiro foi parcialmente fechado, com cerca de 50.000 manifestantes, alguns dos quais nus, a saírem às ruas".

### O Futuro que Queremos
De 20 a 22 de junho de 2012, líderes e representantes mundiais se reuniram para intensas reuniões que culminaram na finalização do documento não vinculativo, "O Futuro que Queremos: Documento Final da Conferência das Nações Unidas sobre Desenvolvimento Sustentável Rio de Janeiro, Brasil, 20–22 de junho de 2012", que abre com, "Nós, Chefes de Estado e de Governo e representantes de alto nível", reunidos no Rio de Janeiro, Brasil, de 20 a 22 de junho de 2012, com a plena participação da sociedade civil, renovamos o nosso compromisso com o desenvolvimento sustentável e com a garantia da promoção de um futuro economicamente, socialmente e ambientalmente sustentável para o nosso planeta e para as gerações presentes e futuras."
O primeiro rascunho do documento foi divulgado em janeiro de 2012, como resultado de discussões e negociações intergovernamentais preliminares que tiveram lugar desde maio de 2010. Uma versão simplificada de "The Future We Want" foi lançada em abril de 2012, após a segunda fase de negociações.
Na Conferência Rio+20, em junho de 2012, os chefes de Estado dos 192 governos presentes renovaram o seu compromisso político com o desenvolvimento sustentável e declararam o seu compromisso com a promoção de um futuro sustentável através do documento não vinculativo de 49 páginas, "O Futuro que Queremos: Documento Final da Conferência das Nações Unidas sobre Desenvolvimento Sustentável Rio de Janeiro, Brasil, 20-22 de junho de 2012". As datas de 20 a 22 de junho refletem a reunião de três dias dos líderes mundiais, o ponto culminante da Rio+20. O documento reafirma em grande parte planos de acção anteriores, como a Agenda 21.
O documento "O Futuro que Queremos" apelou ao desenvolvimento de Objetivos de Desenvolvimento Sustentável (ODS), um conjunto de metas mensuráveis destinadas a promover o desenvolvimento sustentável globalmente. Pensa-se que os ODS [iriam] retomar o ponto em que os Objectivos de Desenvolvimento do Milénio pararam e tratar sobre as críticas de que os Objectivos originais não abordam o papel do ambiente no desenvolvimento.
O documento considera “urgente” a necessidade de repor os escossistemas oceânicos em níveis sustentáveis e apela aos países para que desenvolvam e implementem planos de gestão baseados na ciência.
Na Conferência Ministerial Africana sobre o Ambiente, 40 países africanos concordaram em implementar “O Futuro que Queremos”.

## Líderes presentes

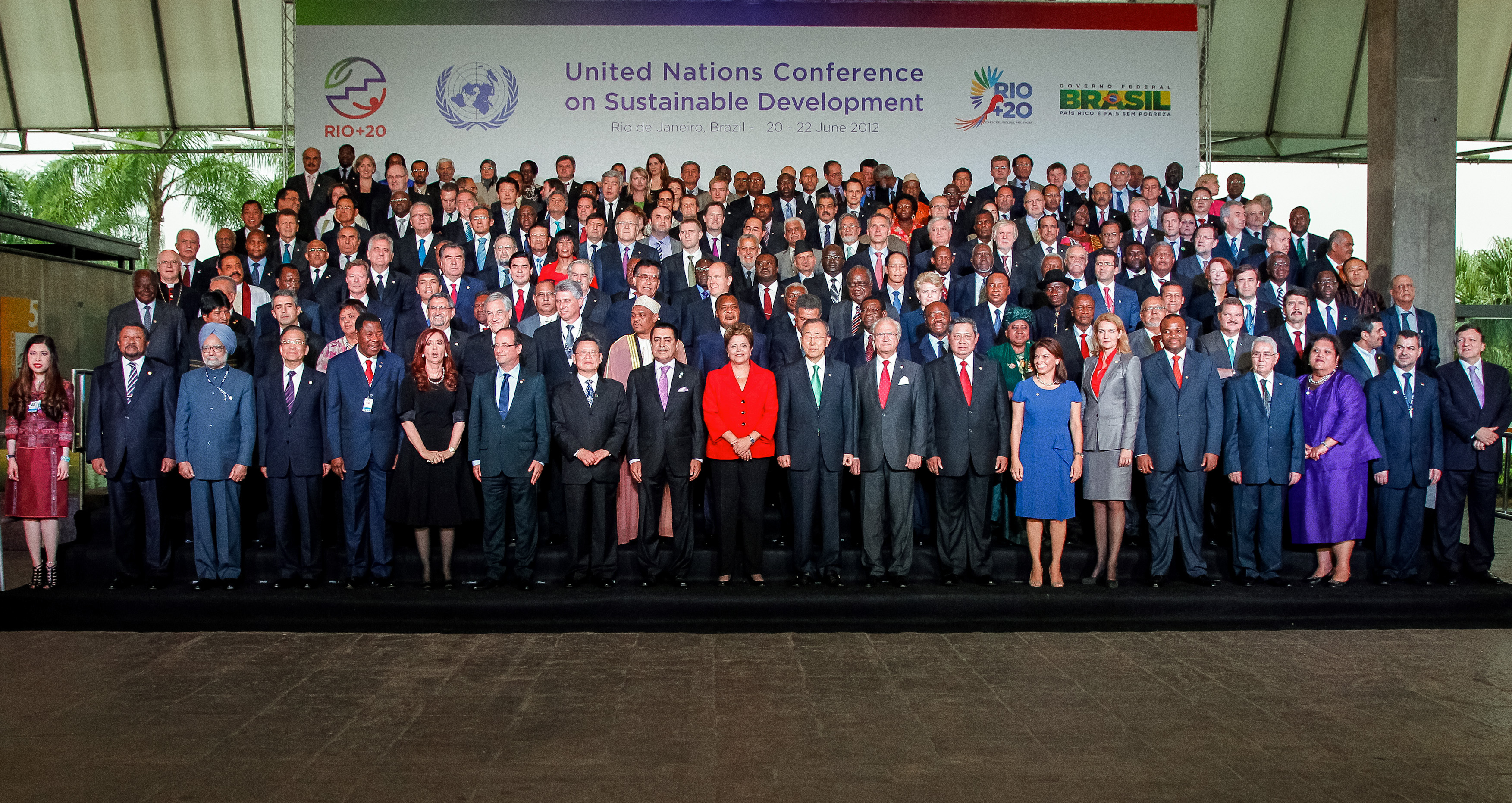
Líderes mundiais presentes na Rio+20

Alguns líderes globais importantes – principalmente os líderes do G20, nomeadamente o presidente dos Estados Unidos, Barack Obama, achanceler alemã, Angela Merkel, e o primeiro-ministro do Reino Unido, David Cameron – não compareceram à conferência e atribuíram a sua ausência à actual crise da dívida europeia. A sua ausência colectiva foi vista como um reflexo da incapacidade das suas administrações de darem prioridade às questões de sustentabilidade. "Ao não comparecer, o primeiro-ministro está enviando um sinal poderoso de que o governo do Reino Unido não vê a sustentabilidade como uma prioridade", disse Joan Walley, presidente do comitê de auditoria ambiental do Reino Unido, ao The Guardian.
- Albânia – Pimeiro-ministro Sali Berisha[41]
- Antigua & Barbuda – Pimeiro-ministro Baldwin Spencer[42]
- Argentina – Presidente Cristina Fernández de Kirchner[43]
- Austrália – Pimeira-ministra Julia Gillard[44]
- Bolívia – Presidente Evo Morales[45]
- Brasil – Presidente Dilma Rousseff[45]
- Bulgária – Presidente Rosen Plevneliev
- Chile – Presidente Sebastián Piñera
- China – Premier Wen Jiabao[46]
- Costa Rica – Presidente Laura Chinchilla Miranda[44]
- Dinarmarca – Pimeira-ministra Helle Thorning-Schmidt[44]
- Equador – Presidente Rafael Correa[47]
- França – Presidente Francois Hollande[48]
- Granada – Pimeiro-ministro Tillman Thomas[49]
- Haiti – Presidente Michel Martelly[50]
- Índia – Pimeiro-ministro Manmohan Singh[46]
- Indonésia – Presidente Susilo Yudhoyono[49]
- Irã – Presidente Mahmoud Ahmadinejad[44]
- Lituânia – Presidente Dalia Grybauskaitė
- Nepal – Pimeiro-ministro Baburam Bhattarai[51]
- Nigéria – Presidente Goodluck Jonathan[52]
- Noruega – Pimeiro-ministro Jens Stoltenberg[53]
- Portugal – Pimeiro-ministro Pedro Passos Coelho[54]
- Réssia – Presidente Dmitry Medvedev[45]
- África do Sul – Presidente Jacob Zuma[55]
- Coreia do Sul – Presidente Lee Myung bak[56]
- Espanha – Pimeiro-ministro Mariano Rajoy[57]
- Sri Lanka – Presidente Mahinda Rajapaksa[58]
- Suécia – Pimeiro-ministro Fredrik Reinfeldt[59]
- Turcomenistão – Presidente Gurbanguly Berdimuhamedow
- Uruguai – Presidente Jose Mujica[47]
- Zimbabwe – Presidente Robert Mugabe[57]

## Ativistas ambientais e dos direitos indígenas

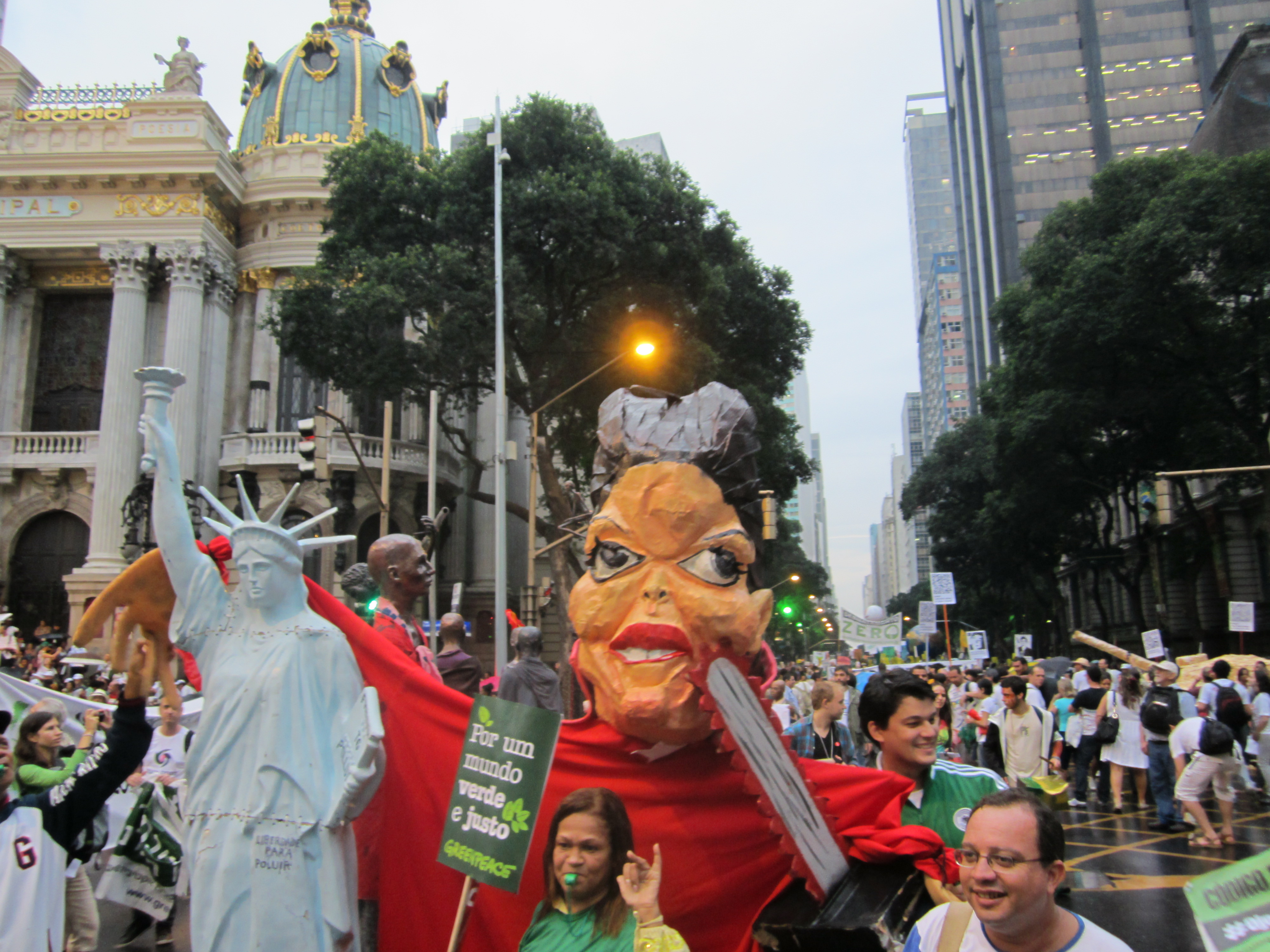
Manifestação na Rio+20. A imagem mostra a efígie da presidente brasileira Dilma Rousseff com uma motosserra e abraçando uma réplica da Estátua da Liberdade.

Ativistas tomaram a iniciativa na Rio+20 organizando inúmeros protestos. Eles uniram forças para enfrentar o que eles disseram ser exploração e degradação da Terra, bem como a negação dos direitos dos povos indígenas. A National Geographic disse que os ativistas que apoiam a proteção do meio ambiente são particularmente relevantes no Brasil, já que o desmatamento ameaça grupos étnicos amazônicos todos os dias.
Além de segurar cartazes e gritar cânticos, a multidão adotou uma abordagem teatral para transmitir suas mensagens. Em primeiro lugar, eles provocaram a presidente brasileira Dilma Rousseff, alegando que ela cedeu à mão corporativa do Norte global. A controvérsia de Rousseff surgiu em torno de seu firme desejo de industrializar ainda mais o Brasil e sua economia. Além disso, as multidões reuniram-se para um ritual e simbólico “rasgo” do texto negociado pelo plenário.
Houve algumas manifestações protestando contra a participação do Presidente do Irã, Mahmoud Ahmadinejad, juntamente com a delegação iraniana. A controvérsia sobre a presença iraniana na cúpula prende-se com o facto de o Irã ter graves problemas ambientais, que se recusou a resolver, violações contínuas dos direitos humanos e recusar-se a cooperar com a AIEA no seu controverso programa nuclear. Ahmadinejad foi recebido com manifestações, com a presença de milhares de pessoas, na sua chegada ao Rio, em 20 de Junho, com alguns manifestantes acenando faixas com o slogan "Ahmadinejad vá para casa".

## Participação das Sociedades Civis

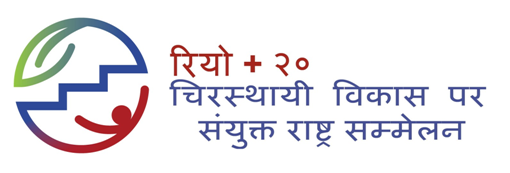
Logotipo da RIO+20 em hindi criado pela equipe mundial do CCLP

Durante o evento da Rio+20 e os eventos preparatórios, a UNCSD incluiu partes interessadas que foram convidadas a organizar eventos paralelos, promover a cúpula, enviar literatura e ajudar o secretariado do Rio com o trabalho de tradução. O logotipo e a promoção da Rio+20 estavam disponíveis nos idiomas usados nas Nações Unidas. As sociedades civis também traduziram a imagem do logotipo e a literatura em outras línguas locais e nacionais.